# Australian Rugby League 1996
La Australian Rugby League de 1996 fue la 89.ª edición del torneo de rugby league más importante de Australia.

## Formato
Los clubes se enfrentaron en una fase regular de todos contra todos, los ocho equipos mejor ubicados al terminar esta fase clasificaron a la postemporada.
Se otorgaron 2 puntos por el triunfo, 1 por el empate y ninguno por la derrota.

## Desarrollo

### Tabla de posiciones
| Pos. | Equipo                        | Encuentros | Encuentros | Encuentros | Encuentros | Tantos | Tantos | Tantos | Puntos |
| Pos. | Equipo                        | PJ         | PG         | PE         | PP         | F      | C      | Dif    | Puntos |
| ---- | ----------------------------- | ---------- | ---------- | ---------- | ---------- | ------ | ------ | ------ | ------ |
| 1    | Manly-Warringah Sea Eagles    | 22         | 18         | 0          | 4          | 549    | 191    | +358   | 36     |
| 2    | Brisbane Broncos              | 21         | 17         | 0          | 4          | 607    | 263    | +344   | 34     |
| 3    | North Sydney Bears            | 22         | 15         | 2          | 5          | 598    | 325    | +273   | 32     |
| 4    | Sydney City Roosters          | 22         | 15         | 1          | 6          | 521    | 321    | +200   | 31     |
| 5    | Cronulla-Sutherland Sharks    | 21         | 14         | 2          | 5          | 399    | 268    | +131   | 30     |
| 6    | Canberra Raiders              | 21         | 13         | 1          | 7          | 538    | 384    | +154   | 27     |
| 7    | St. George Dragons            | 21         | 12         | 1          | 8          | 443    | 360    | +83    | 27     |
| 8    | Western Suburbs Magpies       | 22         | 12         | 1          | 9          | 394    | 434    | −40    | 25     |
| 9    | Newcastle Knights             | 21         | 10         | 1          | 10         | 416    | 388    | +28    | 23     |
| 10   | Canterbury-Bankstown Bulldogs | 21         | 11         | 0          | 10         | 375    | 378    | −3     | 22     |
| 11   | Auckland Warriors             | 21         | 10         | 0          | 11         | 412    | 427    | −15    | 22     |
| 12   | Sydney Tigers                 | 22         | 11         | 0          | 11         | 319    | 459    | −140   | 22     |
| 13   | Parramatta Eels               | 21         | 9          | 1          | 11         | 404    | 415    | −11    | 21     |
| 14   | Illawarra Steelers            | 22         | 8          | 0          | 14         | 403    | 444    | −41    | 16     |
| 15   | Penrith Panthers              | 21         | 7          | 1          | 13         | 363    | 464    | −101   | 15     |
| 16   | Western Reds                  | 21         | 6          | 1          | 14         | 313    | 420    | −107   | 13     |
| 17   | North Queensland Cowboys      | 21         | 6          | 0          | 15         | 288    | 643    | −355   | 12     |
| 18   | Gold Coast Chargers           | 22         | 5          | 1          | 16         | 359    | 521    | −162   | 11     |
| 19   | South Sydney Rabbitohs        | 22         | 5          | 1          | 16         | 314    | 634    | −320   | 11     |
| 20   | South Queensland Crushers     | 21         | 3          | 0          | 18         | 220    | 496    | −276   | 8      |

|  | Postemporada. |

### Postemporada

#### Finales de clasificación
| 6 de septiembre | Cronulla-Sutherland Sharks | 20 - 12 | Western Suburbs Magpies |  |  |

| 7 de septiembre | Brisbane Broncos | 16 - 21 | North Sydney Bears |  |  |

| 7 de septiembre | Canberra Raiders | 14 - 16 | St. George Dragons |  |  |

| 8 de septiembre | Manly-Warringah Sea Eagles | 16 - 14 | Sydney Roosters |  |  |

#### Semifinales
| 14 de septiembre | Brisbane Broncos | 16 - 22 | Cronulla-Sutherland Sharks |  |  |

| 15 de septiembre | Sydney Roosters | 16 - 36 | St. George Dragons |  |  |

#### Finales Preliminares
| 21 de septiembre | North Sydney Bears | 12 - 29 | St. George Dragons |  |  |

| 22 de septiembre | Manly-Warringah Sea Eagles | 24 - 0 | Cronulla-Sutherland Sharks |  |  |

#### Final
| 28 de septiembre | Manly-Warringah Sea Eagles | 20 - 8 | St. George Dragons | Sydney Football Stadium, Sídney |  |
|                  |                            |        |                    | Asistencia: 40.985 espectadores |  |

| Bandera de Australia               |
| Campeón Manly-Warringah Sea Eagles |
| Sexto título                       |